# Nenterode
Nenterode ist ein Ortsteil der Gemeinde Knüllwald im nordhessischen Schwalm-Eder-Kreis. An dem im Knüllgebirge in Nordhessen gelegenen Ort führt nördlich die Landesstraße 3465 vorbei.

## Geschichte
Die älteste bekannte schriftliche Erwähnung von Nenterode erfolgte unter dem Namen Nenterode in einer Urkunde vom 15. Februar 1353.
Das „Gericht Rengshausen“ mit den Dörfern Hausen, Licherode, Lichtenhagen, Nausis und Nenterode gehörte ab 1579 zum hessischen Amt Rotenburg, das von 1627 bis 1835 Teil der Rotenburger Quart war.
Im Zuge der Gebietsreform in Hessen wurde zum 31. Dezember 1971 durch den Zusammenschluss der bis dahin selbstständigen Gemeinden Hausen, Lichtenhagen, Nausis, Nenterode und Rengshausen die neue Großgemeinde mit dem Namen Rengshausen gebildet. Zum 1. Januar 1974 wurde diese Gemeinde, bei der Bildung des Schwalm-Eder-Kreises, mit den Gemeinden Berndshausen und Niederbeisheim kraft Landesgesetz in die Großgemeinde Knüllwald eingemeindet. Für die nach Knüllwald eingegliederten, ehemals eigenständigen Gemeinden wurde je ein Ortsbezirk mit Ortsbeirat und Ortsvorsteher nach der Hessischen Gemeindeordnung gebildet.

## Bevölkerung
Einwohnerstruktur 2011
Nach den Erhebungen des Zensus 2011 lebten am Stichtag, dem 9. Mai 2011, in Nenterode 156 Einwohner. Darunter waren keine Ausländer. Nach dem Lebensalter waren 24 Einwohner unter 18 Jahren, 60 zwischen 18 und 49, 33 zwischen 50 und 64 und 36 Einwohner waren älter. Die Einwohner lebten in 60 Haushalten. Davon waren 9 Singlehaushalte, 18 Paare ohne Kinder und 27 Paare mit Kindern, sowie 6 Alleinerziehende und keine Wohngemeinschaften. In 15 Haushalten lebten ausschließlich Senioren und in 36 Haushaltungen lebten keine Senioren.
Einwohnerentwicklung
| Quelle: Historisches Ortslexikon |                |
| • 1575:                          | 24 Hausgesesse |
| • 1747:                          | 28 Hausgesesse |

| Nenterode: Einwohnerzahlen von 1834 bis 2011 | Nenterode: Einwohnerzahlen von 1834 bis 2011 | Nenterode: Einwohnerzahlen von 1834 bis 2011 | Nenterode: Einwohnerzahlen von 1834 bis 2011 | Nenterode: Einwohnerzahlen von 1834 bis 2011 |
| --- | -------------------------------------------- | -------------------------------------------- | -------------------------------------------- | -------------------------------------------- |
| Jahr |                                              |                                              |                                              | Einwohner                                    |
| 1834 | 1834                                         |                                              | 220                                          | 220                                          |
| 1840 | 1840                                         |                                              | 240                                          | 240                                          |
| 1846 | 1846                                         |                                              | 256                                          | 256                                          |
| 1852 | 1852                                         |                                              | 259                                          | 259                                          |
| 1858 | 1858                                         |                                              | 236                                          | 236                                          |
| 1864 | 1864                                         |                                              | 247                                          | 247                                          |
| 1871 | 1871                                         |                                              | 224                                          | 224                                          |
| 1875 | 1875                                         |                                              | 243                                          | 243                                          |
| 1885 | 1885                                         |                                              | 198                                          | 198                                          |
| 1895 | 1895                                         |                                              | 222                                          | 222                                          |
| 1905 | 1905                                         |                                              | 219                                          | 219                                          |
| 1910 | 1910                                         |                                              | 226                                          | 226                                          |
| 1925 | 1925                                         |                                              | 214                                          | 214                                          |
| 1939 | 1939                                         |                                              | 188                                          | 188                                          |
| 1946 | 1946                                         |                                              | 276                                          | 276                                          |
| 1950 | 1950                                         |                                              | 235                                          | 235                                          |
| 1956 | 1956                                         |                                              | 197                                          | 197                                          |
| 1961 | 1961                                         |                                              | 202                                          | 202                                          |
| 1967 | 1967                                         |                                              | 200                                          | 200                                          |
| 1980 | 1980                                         |                                              | ?                                            | ?                                            |
| 1990 | 1990                                         |                                              | ?                                            | ?                                            |
| 2000 | 2000                                         |                                              | ?                                            | ?                                            |
| 2011 | 2011                                         |                                              | 156                                          | 156                                          |
| Datenquelle: Historisches Gemeindeverzeichnis für Hessen: Die Bevölkerung der Gemeinden 1834 bis 1967. Wiesbaden: Hessisches Statistisches Landesamt, 1968. Weitere Quellen: LAGIS; Zensus 2011 |                                              |                                              |                                              |                                              |

Historische Religionszugehörigkeit
| Quelle: Historisches Ortslexikon |                                                                  |
| • 1885:                          | 196 evangelische (= 100 %) Einwohner                             |
| • 1961:                          | 197 evangelische (= 97,52 %), 5 katholische (= 2,84 %) Einwohner |

## Politik
Für Nenterode besteht ein Ortsbezirk (Gebiete der ehemaligen Gemeinde Nenterode) mit Ortsbeirat und Ortsvorsteher nach der Hessischen Gemeindeordnung. Der Ortsbeirat besteht aus fünf Mitgliedern.
Bei den Kommunalwahlen in Hessen 2021 betrug die Wahlbeteiligung zum Ortsbeirat Nenterode 80,80 %. Alle Kandidaten gehörten der „Gemeinschaftsliste Nenterode“ an. Der Ortsbeirat wählte Manuel Koll zum Ortsvorsteher.